# Harringay Green Lanes (stacja kolejowa)
Harringay Green Lanes (kod stacji: HRY) – stacja kolejowa w Londynie, na terenie London Borough of Haringey, zarządzana i obsługiwana przez London Overground. W roku statystycznym 2008-09 skorzystało z niej ok. 300 tysięcy pasażerów.

## Galeria

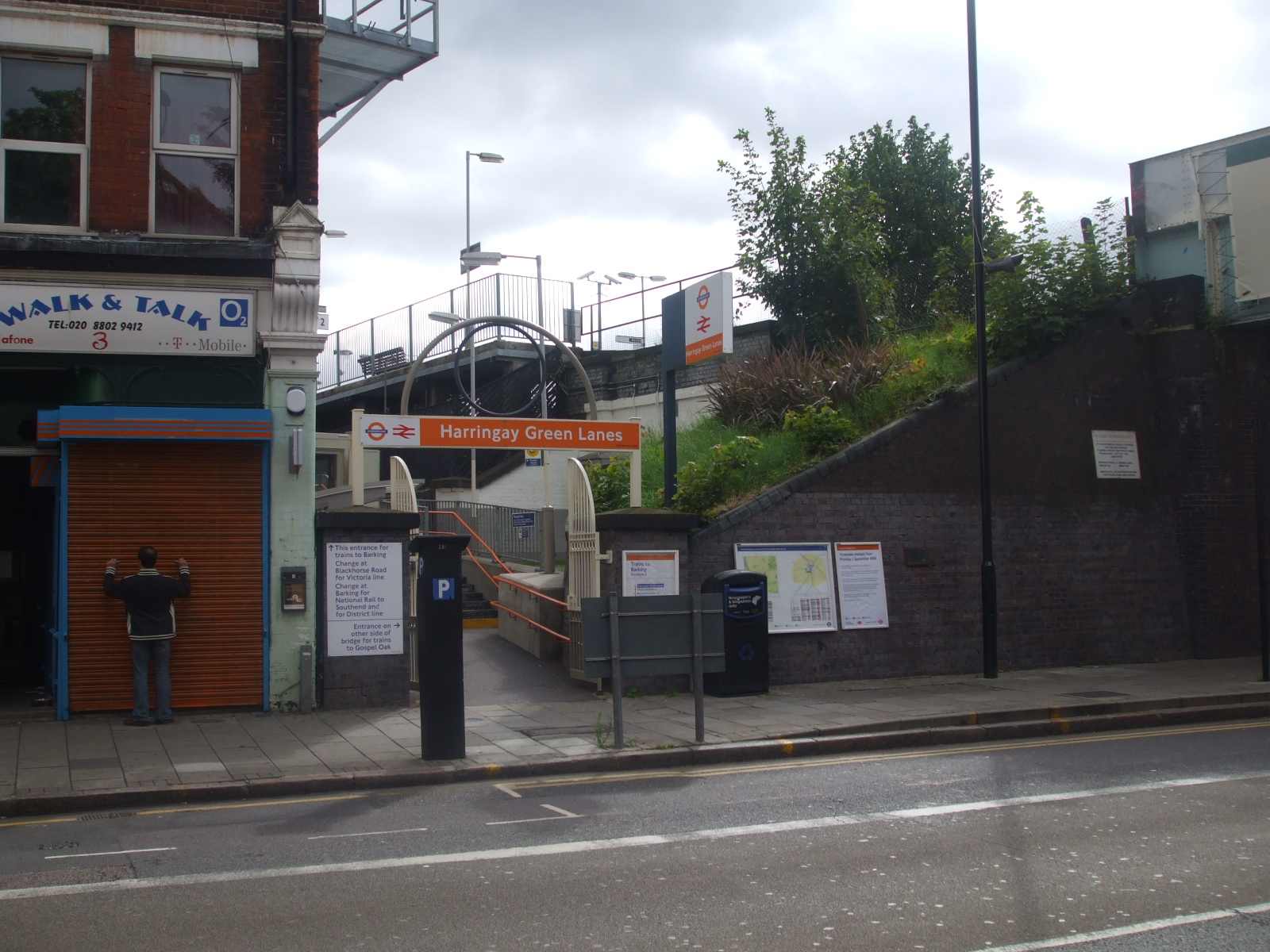
Jedno z wejść na stację
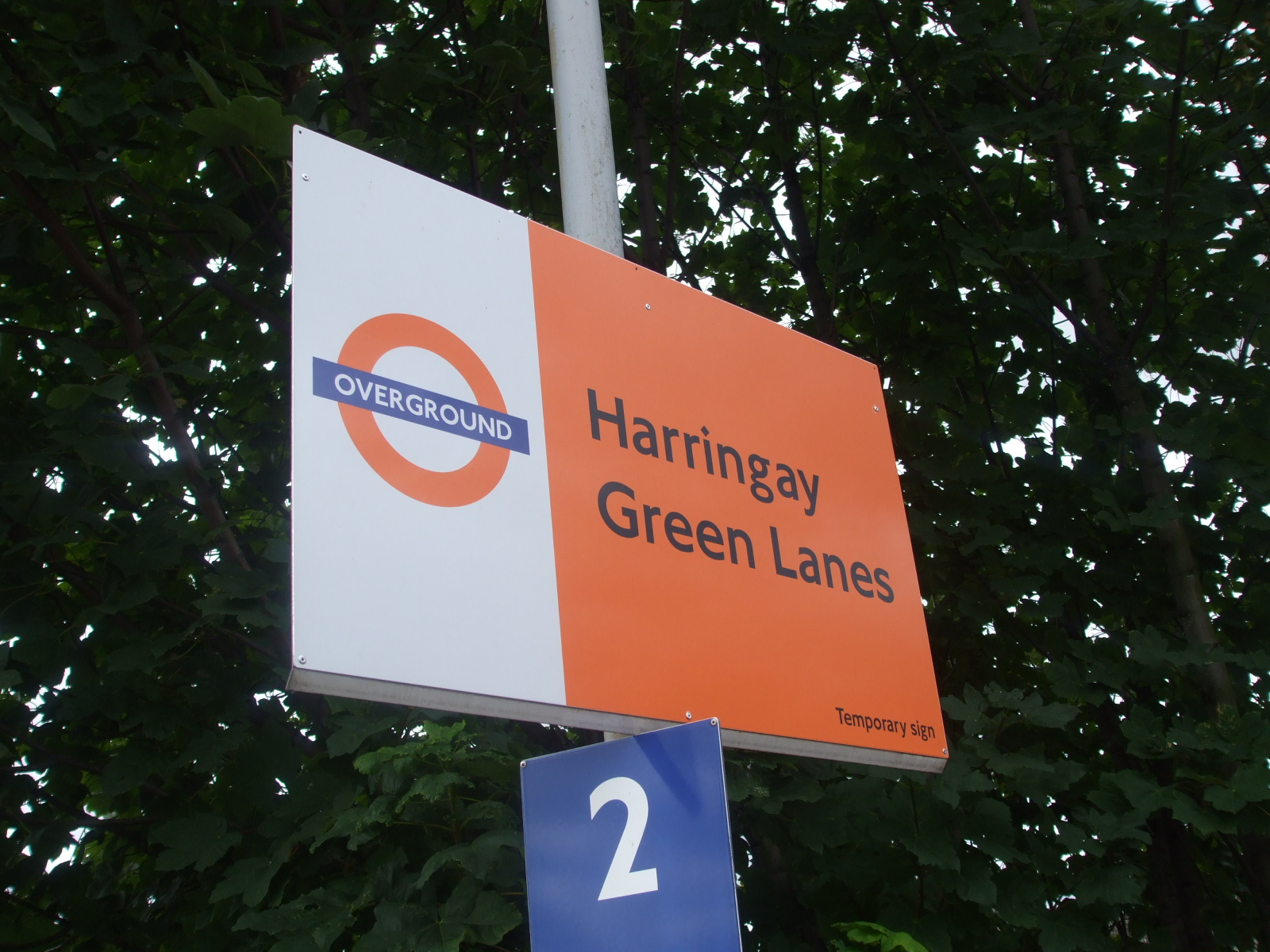
Tabliczka z nazwą stacji